# Jackie Robinson: Stealin’ Home
Jackie Robinson: Stealin’ Home (Alternativtitel: Stealin’ Home: Jackie Robinson Suite) ist ein Jazzalbum von Bobby Bradford & Friends. Die um 2019 im Wayne Peet/Newzone Studio, Los Angeles, entstandenen Aufnahmen erschienen 2021 auf dem Label der Organisation The Baseball Reliquary exklusiv für Mitglieder. Als Download wurde es im August 2022 frei zugänglich als Download wiederveröffentlicht.

## Hintergrund

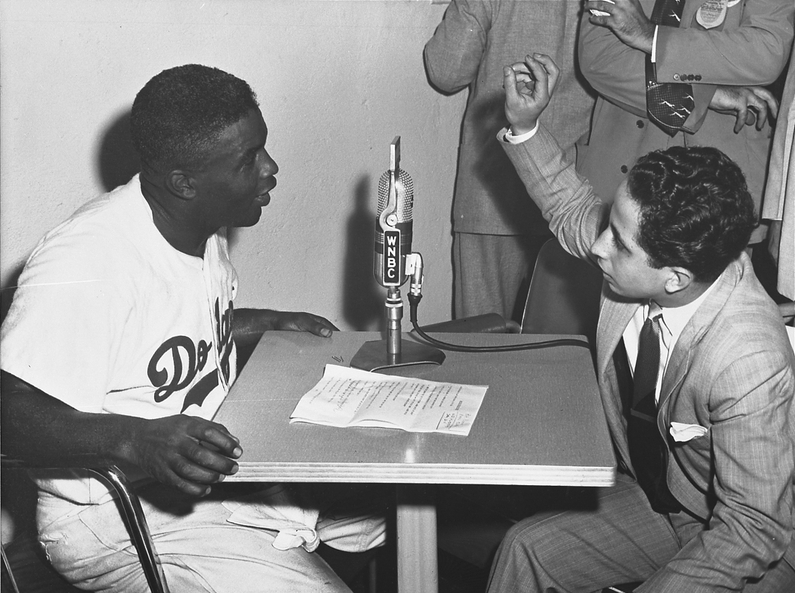
Der irakische König Faisal II Al-Hashimi, interviewt von Jackie Robinson 1952

Der Trompeter Bobby Bradford nahm mit einem siebenköpfigen Ensemble eine Suite von Bradfords Kompositionen auf, „Stealin’ Home“, die dem Leben des Baseballspielers Jackie Robinson gewidmet ist. Die Musik wurde von einer in Pasadena ansässigen gemeinnützigen Organisation, der Baseball Reliquary, in Auftrag gegeben. Robinson ist in Pasadena aufgewachsen, und Bradfords Band führte „Stealin' Home“ 2019 in Pasadena auf, darunter einmal am Vorabend der World Series als Teil einer nationalen Feier zum 100. Geburtstag des legendären Sportlers.
Bradfords Familie ließ sich während des Zweiten Weltkriegs in einem Viertel namens Bishop Heights nieder, einem Ort, der allgemein als Chávez Ravine bekannt wurde, nördlich von Downtown Los Angeles – wo sich heute das Dodger Stadium befindet. Aber 1945 waren die Dodgers immer noch im Osten der USA, „und obwohl sie noch nicht packten, planten sie tiefgreifende Veränderungen, die weit über Baseball hinausgingen,“ hieß es in der Los Angeles Times. Als Jackie Robinson zu einem Treffen mit Dodgers-Präsident Branch Rickey gerufen wurde, „bekam er einen Vorgeschmack auf die Verachtung, die er auf dem Weg nach oben in der Minor League mit Sicherheit empfinden würde, die Beleidigungen, die sicher von den Spielern und Fans kommen würden, sollten die Dodgers ihm einen Vertrag geben“.
„Die andere Wange hinhalten“ wurde zum Klischee darüber, wie Robinson das Durchbrechen der Rassenschranken überlebte, aber vielleicht sagt es „Behalte deine Maske in der Nähe“ besser. Im Gespräch ging Bradford von seinen Erinnerungen an Robinson zu jemand anderem über, den Bradford [ebenfalls] einen „Helden“ nennt, den Trompeter Louis Armstrong.
„Ich habe das nicht im Life-Magazin gelesen. Ich war dabei. Er hatte eine Maske, die er trug, wenn er in Gesellschaft von Weißen war, anders als in einem Raum voller Schwarzer. Hören Sie, ich war mit Louis Armstrong in einem Zimmer, als er Craps gespielt hat, als er sich Pomade ins Haar geschmiert und sich ein Handtuch über den Kopf gezogen hat.“ [...] „Und es hat keinen Sinn, dieses Zeug unter den Teppich zu kehren. [...] Die Masken sind überall, damals wie heute [...]“.
Terry Cannon, zu dieser Zeit Assistent an der Allendale Branch Library in Pasadena, gründete Ende der 1990er-Jahre das Baseball Reliquary, er hat einen künstlerischen Hintergrund und ist ein leidenschaftlicher Baseball-Fan. „Ich wollte eine Art Organisationsstruktur schaffen, um Baseball und Kunst zu verschmelzen“. Im Jahr 2018 beschloss Cannon, Bradford zu beauftragen, Musik zu schreiben, die Robinson Tribut zollt. Der Gründer des Baseball Reliquary kennt den Musiker schon lange; in den 1970er-Jahren gab Cannon eine Untergrundzeitung heraus, die über die Pasadena-Jazzszene berichtete, und Bradford betrieb einige Jahre lang einen Jazzclub namens Little Big Horn, in dem Schüler wie der Flötist James Newton und Freunde wie der Klarinettist John Carter und Musiker wie Vinny Golia (später in Bradfords Band) und die Sängerin Diamanda Galas an Jam-Sessions teilnahmen.
Die Suite „Stealin’ Home“ besteht aus Stücken, die an eine Vielzahl von Stilen abgelehnt sind. „Second Lieutenant Jackie Robinson“ ist eine martialische Soul-Nummer im Stil von Bobby Timmons’ „Blues March“, und das Tuba- und Bass-Tandem in der Band verleiht „O for 3“ einen funkige Basis, wie er in der Musik vieler Schüler von Bradford nachhallt. Ein anderes Stück, sagt Bradford, wurde teilweise von einem Lied über Robinson inspiriert, das er einmal Cab Calloway singen hörte („See Jackie Robinson Hit That Ball?“).

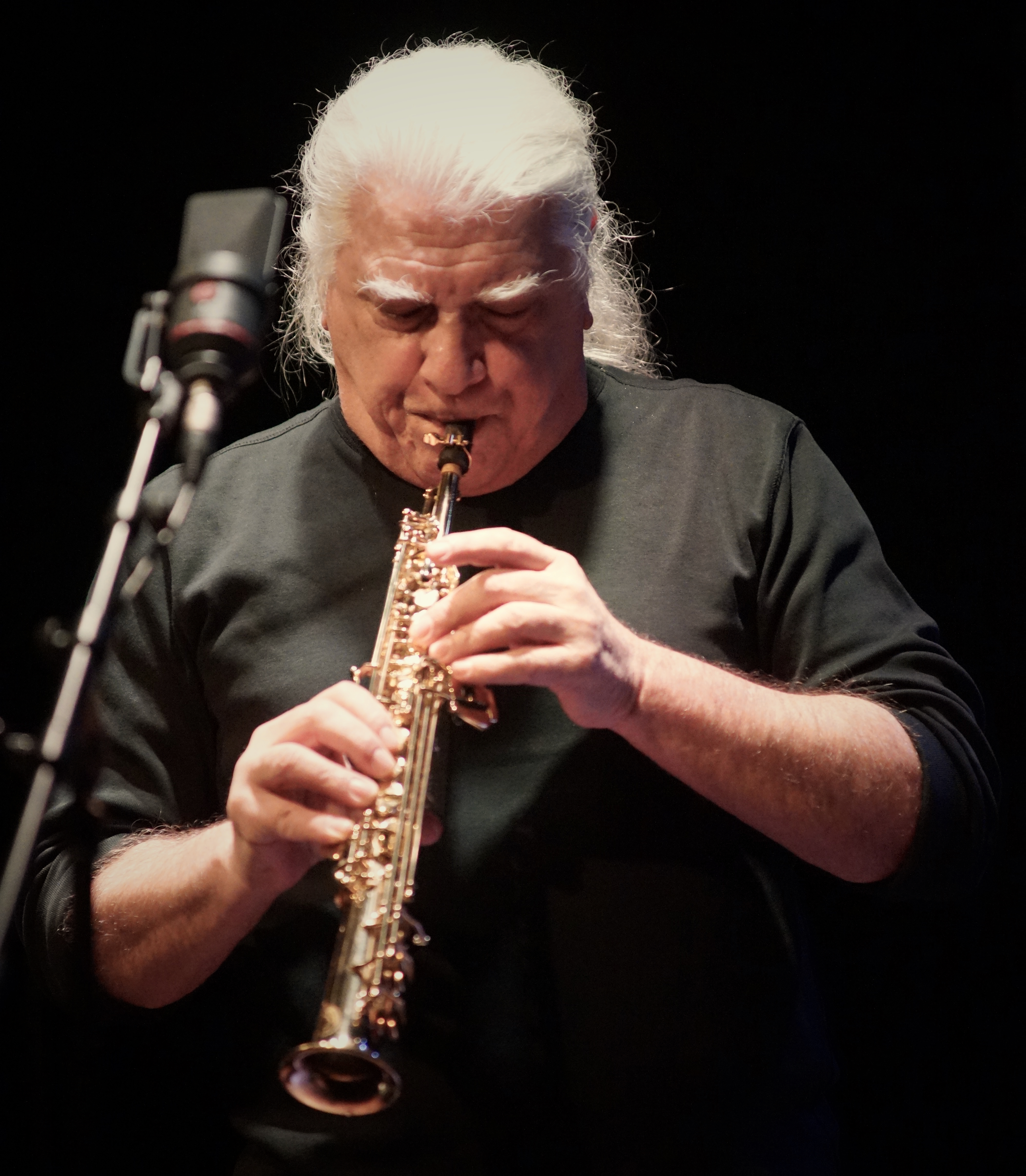
Vinny Golia bei einem Auftritt im Bimhuis Amsterdam 2017

Chuck Koton, der das Album in All About Jazz rezensierte, beschrieb das musikalische Geschehen: Bradford eröffnet „Up From the Minors“ mit einem Dröhnen, erzeugt von Bläsern und Perkussionsschlägen, um diesen bedeutsamen Anlass (die Aufforderung an Jackie Robinson, sich dem Dodgers Major League Team anzuschließen) dramatisch anzukündigen. Dann ändere sich die Stimmung und die Musik drücke die Ernsthaftigkeit der Aufgabe aus, vor der Robinson stand, als er den Rassenkodex der damaligen Gesellschaft Amerikas herausforderte. Der Fokus auf das untere Register, zuerst mit Tuba, dann mit Vinny Golia an der Bassklarinette, „spiegelt klanglich das schwere Gewicht wider, das Robinson auf seinen breiten Schultern trug, als er die Hoffnungen und Träume der Afroamerikaner der Nation trug.“ Die dynamische Tuba von William Roper bewege sich nicht nur in die Tiefen dunkler Emotionen, sondern auch in eine angemessene Verspieltheit, denn Baseball sei letztendlich nur ein Spiel, trotz der sozialen und politischen Konflikte, die Robinson und die Dodgers verfolgt hätten, wo immer sie das Spielfeld betraten. Der Pianist Don Preston, ein Veteran der Band Mothers of Invention von Frank Zappa, tanze auf den Tasten im Dialog mit der Tuba. Golia schreie laut auf der Bassklarinette auf und spiele wie ein Besessener, wie Robinson es wahrscheinlich privat getan habe, da sein Teil der Abmachung mit Dodgers-Chef Rickey darin bestand, die Sticheleien und Drohungen zu ertragen und sich davon abzuhalten, den Weißen wegen des rassistischen Verhaltens der Spieler gleich zu antworten. Die Band wechsle dann in eine Post-Bop-Stimmung, während Henry Franklin das Tempo mit tiefen Tönen beschleunige, die geschickt den Bass auf und ab laufen, wie Jackie die Bässe rundet. Schlagzeuger Raymond mische sich mit einem kinetischen und höchst animierten Solo in den musikalischen Nahkampf ein.
Dieses Projekt wurde teilweise durch das Los Angeles County Board of Supervisors mit Mitteln des Los Angeles County Arts & Culture Department unterstützt.

## Titelliste
- Bobby Bradford & Friends: Stealin‘ Home: Jackie Robinson Suite

1. Lieutenant Jackie 9:00
2. Up from the Minors 12:27
3. Stealin’ Home 8:07
4. Fatigue 3:08
5. 0 for 3 6:53
6. High and Inside 8:52

Die Kompositionen stammen von Bobby Bradford.

## Rezeption
Wenn sich das nach einer ganzen Menge Jazzgeschichte anhörte, die durch den Kopf eines Mannes gefiltert wurde, schrieb RJ Smith in der Los Angeles Times, „ist es das, was es ist, und es wird von einigen der besten Musiker gespielt, die heutzutage in der Stadt auftreten.“
Robinson improvisierte und fand harmonisch neue Wege, und darum gehe es beim Jazz, schrieb Greg Burk in einer Konzertkritik in Metal Jazz. Die Gemeinsamkeiten zwischen Robinson und Bradford würden dazu beitragen, die natürliche Anmutung von „Stealin‘ Home“ zu erzeugen, die oft aus einem Ensemble-Sound schöpfe, der an die Musik von Charles Mingus und Eric Dolphy erinnere – beide musikalische Partner, die in Los Angeles aufgewachsen sind und sich ebenso in New York einen Namen gemacht hätten, und auch der in Pasadena aufgewachsene Robinson habe dies geschafft. In gewisser Weise habe sich der Komponist/Bandleader Mingus auf seinen Solisten Dolphy bezogen wie Bradford auf den etwas jüngeren Vinny Golia. Mit seiner All-Star-Band habe Bradford Kompositionen ins Rampenlicht gerückt, die eine melodische Stimmungserklärung darstellten – von trauriger Erwartung, stattlicher Würde, schneller Herausforderung.